# Harlekinzaunkönig
Der Harlekinzaunkönig (Campylorhynchus jocosus) ist eine Vogelart aus der Familie der Zaunkönige (Troglodytidae), die in Mexiko endemisch ist. Der Bestand wird von der IUCN als nicht gefährdet (Least Concern) eingeschätzt. Die Art gilt als monotypisch.

## Merkmale

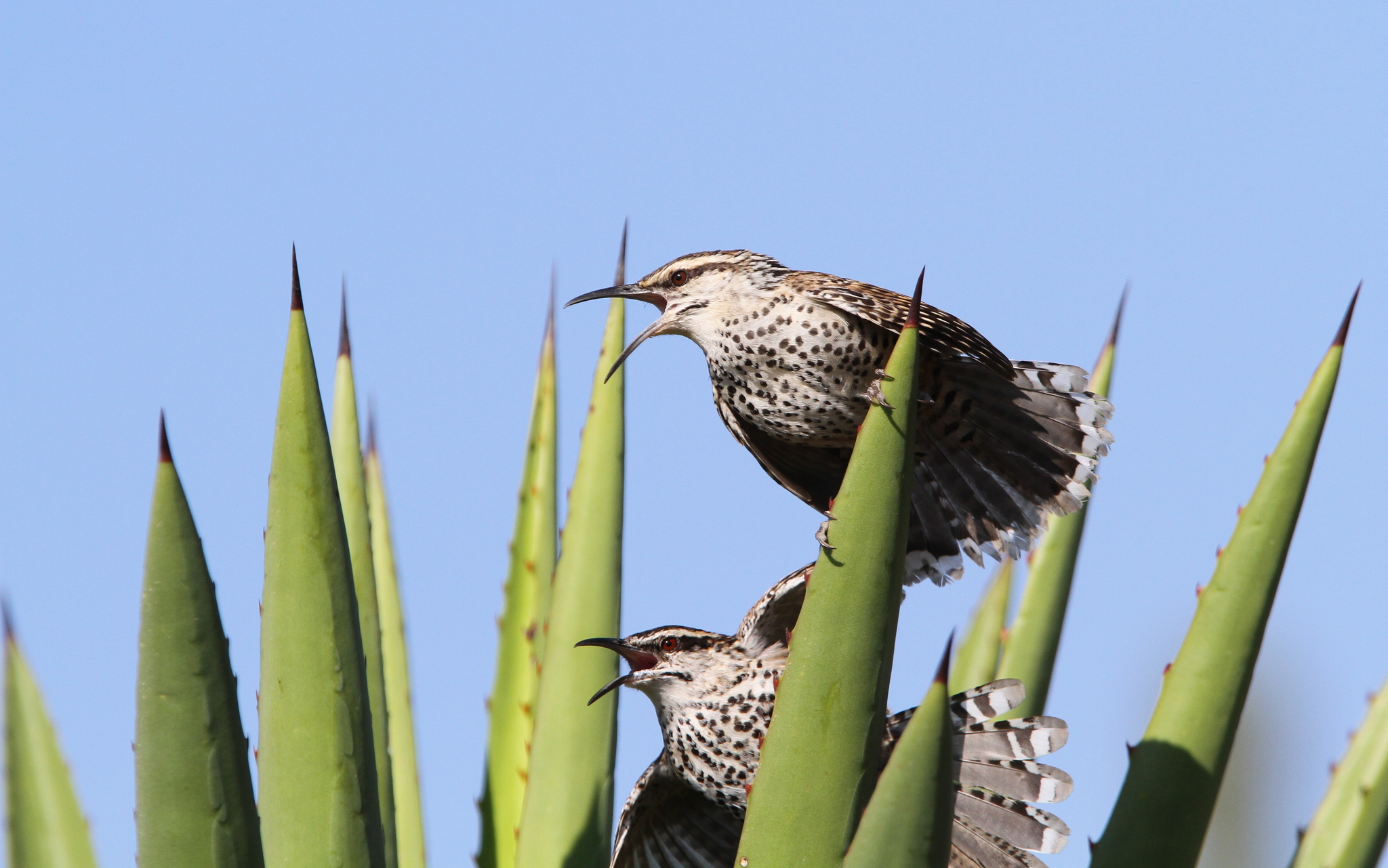
Zwei Harlekinzaunkönige

Der Harlekinzaunkönig erreicht eine Körperlänge von etwa 17,0 cm bei einem Gewicht von ca. 23,8 bis 29,8 g. Er hat einen matt weißen Überaugenstreif, matt schwarzen Augenstreif und dunkelgraue Ohrdecken. Der Oberkopf ist dunkel schokoladenbraun, der Nacken rötlich, die Schultern schwärzlich und von länglichen weißlichen Streifen durchzogen. Der rötlich braune Rücken hat verstreute schwarze und weiße Flecken, der Bürzel ist matt rötlich braun. Die graubraunen Steuerfedern haben matt schwärzlich braune Streifen, die äußersten weiße Spitzen. Die Handschwingen und die Armschwingen sind schwärzlich braun mit blass gelbbraunen Streifen. Das Kinn und die Kehle sind weiß, die weißliche Unterseite hat auffällige schwarze Flecken und die Flanken sind gelbbraun mit undeutlichen dunkleren Streifen. Die Augen sind rotbraun, der Schnabel schwärzlich mit etwas blasser bläulich grauer Basis am Unterschnabel und gräulich schieferfarbenen Beinen. Beide Geschlechter ähneln sich im Aussehen, doch haben Weibchen eher kleinere Flecken auf der Unterseite als Männchen. Bei Jungtiere sind die Markierungen am Rücken weniger deutlich gezeichnet, die Kehle ist gefleckt, die Unterseite ist gräulich mit matteren und zerstreuteren Flecken.

## Verhalten und Ernährung
Der Harlekinzaunkönig ernährt sich sowohl von Tieren als auch von vegetarischem Futter. So gehören Insekten und andere Wirbellose, aber auch Kaktussamen zu seiner Ernährung. Ob er sich tatsächlich auch von Skorpionen ernährt, wie gelegentlich behauptet wird, ist nicht eindeutig belegt. Sein Futter sucht er in allen Straten, vom Boden bis in die Spitzen von Kakteen oder Baumkronen. Man sieht ihn seltener am Boden wie beispielsweise den Kaktuszaunkönig (Campylorhynchus brunneicapillus (Lafresnaye, 1835)).

## Lautäußerungen
Der Gesang des Harlekinzaunkönigs besteht aus einer Serie kratzender Laute, die dutzende Male wiederholt werden. Außerdem gibt er ein hartes, schnelles Geschnatter von sich. Beide Geschlechter singen im Duett.

## Fortpflanzung
Nester mit Eiern des Harlekinzaunkönigs fand man in Oaxaca von Mitte Juni bis Anfang Juli. Sein Nestbau wurde im April beobachtet und flügge Jungtiere Mitte Juli. Wahrscheinlich brütet er nur ein Mal pro Jahr. Er baut ein gewölbtes Nest mit Seiteneingang. Ein Gelege besteht aus drei bis vier weißlichen Eiern mit dichten braunen und grauen Flecken. Informationen zur Brutzeit und wann die Nestlinge flügge werden, sind bisher nicht bekannt. Gelegentlich helfen andere Tiere als die Eltern am Nest. Ein Bericht beschrieb, wie der Braunkopf-Kuhstärling (Molothrus ater) das Nest als Wirtsnest für seine Eier nutzte.

## Verbreitung und Lebensraum

Verbreitungsgebiet des Harlekinzaunkönigs in Mexiko

Der Harlekinzaunkönig bevorzugt trockene Wälder, manchmal mit Riesenkakteen. Des Weiteren gehört trockenes subtropisches Gestrüpp, auch Kiefern- und Eichenwälder sowie Eichengestrüpp zu seinem Lebensraum. Meist bewegt er sich in Höhenlagen von 800 bis 2500 Metern, gelegentlich kommt er bis 600 Meter vor. Er hat eine gewisse Toleranzgrenze für Störungen seines Habitats.

## Migration
Es wird vermutet, dass der Harlekinzaunkönig ein Standvogel ist.

## Etymologie und Forschungsgeschichte
Die Erstbeschreibung des Harlekinzaunkönigs erfolgte 1860 durch Philip Lutley Sclater unter dem wissenschaftlichen Namen Campylorhynchus jocosus. Das Typusexemplar wurde von Adolphe Boucard in Oaxaca beschafft. 1824 führte Johann Baptist von Spix die für die Wissenschaft neue Gattung Campylorhynchus ein. Dieser Name leitet sich von »campylos, camptō καμπυλος, καμπτω« für »gebogen, biegen« und »rhynkhos ῥυγχος« für »Schnabel« ab. Der Artname »jocosus« leitet sich vom lateinischen »iocosus, iocus« für »fröhlich, Witz« ab.